# Как да си дресираш дракон: Тайнственият свят
„Как да си дресираш дракон: Тайнственият свят“ (на английски: How to Train Your Dragon: The Hidden World) е американски анимационен екшън фентъзи филм от 2019 г., свободно базиран на едноименната поредица от книги на Кресида Коуел, продуциран от DreamWorks Animation и разпространяван от Universal Pictures, продължение е на „Как да си дресираш дракон 2“ (2014) и последната част от трилогията „Как да си дресираш дракон“. Написан и режисиран от Дийн Деблоа, главния озвучаващ състав се състои от Джей Барушел, Америка Ферера, Кейт Бланшет, Крейг Фъргюсън и Ф. Мъри Ейбрахам. Сюжетът на филма следва Хълцук, който търси драконова утопия, наречена „Тайнственият свят“, докато се примирява с новата връзка на Беззъб с женски Светъл бяс, тъй като се справят със заплахата от безмилостен ловец на дракони, наречен Гримъл.
„Как да си дресираш дракон: Тайнственият свят“ е пуснат на 3 януари в Австралия и на 22 февруари в САЩ. Той е първият анимационен филм на DreamWorks Animation, разпространяван от Universal Pictures, след приключването на сделката им за дистрибуция с вече притежаваната от Дисни, „20th Century Fox“. Филмът получава широка похвала от критиците за своята анимация, екшън сцени, музика, герои, емоционална тежест на историята и заключението на цялата поредица. Той събира над 525 милиона долара в световен мащаб, превръщайки се в петия най-печеливш анимационен филм на 2019 г., както и най-касовият анимационен филм на Universal, който не е продуциран от Illumination. В 92-те награди „Оскар“, филмът е номиниран за най-добър пълнометражен анимационен филм.